# Daniel Sternefeld
Daniel Sternefeld (Antwerpen, 27 november 1905 – Ukkel, 2 juni 1986) was een Belgisch componist, muziekpedagoog en dirigent.

## Levensloop
Hij was een zoon van Alexander Sternefeld en echtgenote Franck. Hij trouwde met harpiste Suzanne De Backer (1904-1960) en in tweede huwelijk met Alice Chini (°1921).
Van 1916 rot 1925 studeerde hij fluit bij Ferdinand Valck en harmonie bij Lodewijk De Vocht, aan het Koninklijk Conservatorium van Vlaanderen. Zijn muzikale carrière begon hij in 1923 als fluitist in het orkest van de Koninklijke Vlaamse Opera in Antwerpen. Tegelijkertijd volgde hij privé-lessen in compositie aan het Koninklijk Conservatorium in Antwerpen bij Renaat Veremans en, op de aansporing van deze laatste, ook in Brussel bij Paul Gilson. Verder volgde hij een cursus orkestleider bij Frank Van der Stucken en nam deel aan een meester-cursus dirigeren aan de Universität für Musik und Darstellende Kunst "Mozarteum" Salzburg te Salzburg bij Bernard Paumgartner, Clemens Krauss en Meinhard von Zallinger.
In 1935 werd hij aangesteld als dirigent van het Antwerpse operaorkest, hiermede de fluit verruilend voor het dirigeerstokje. Hij dirigeerde er de Mater Dolorosa, een opera van zijn compositie. Hij werd ook dirigent bij de Koninklijke Nederlandse Schouwburg (KNS) en de Koninklijke Vlaamse Schouxburg (KVS).
Als Jood werd hij tijdens de oorlogsjaren uit deze functies ontzet en leefde, met steun van vrienden, ondergedoken in Antwerpen. Hij werd driemaal gearresteerd, in het najaar van 1943 verbleef hij enkele maanden in de Mechelse Dossinkazerne, destijds een doorgangskamp naar de vernietigingskampen, maar ontsnapte als bij wonder aan deportatie.
In 1944, onmiddellijk na de Bevrijding, werd hij eerste dirigent van de Antwerpse Opera en in 1948 maakte hij de overstap naar het Belgisch Radio Symfonie Orkest in Brussel, eerst als assistent-dirigent en van 1957 tot zijn pensionering in 1970 als chef-dirigent. In deze periode doceerde hij ook directie aan het Antwerpse Conservatorium. Tevens nam hij veel deel aan gastoptredens bij orkesten doorheen Europa, Zuid-Afrika en Amerika.
Gedurende verschillende jaren was hij bestuurder van de Koningin Elisabethkapel. In 1965 en 1966 dirigeerde hij het orkest bij de finales van de Koningin Elisabethwedstrijd. De publieksprijs voor de Koningin Elisabethwedstrijd van de vroegere BRT 3 was genoemd naar Daniel Sternefeld. Zijn weduwe begiftigde de Koningin Elisabethwedstrijden met een prijs Daniel Sternefeld. Zijn zoon, Frank Sternefeld (°1944), werd een voornaam harpist.

## Composities

### Werken voor orkest
- 1928 Symfonische variaties
- 1934 Vlaamse volksliederen - suite, voor kamerorkest
- 1931 Elegie
- 1943 Symfonie in C
  1. Adagio molto-Allegro impetuoso
  2. Andante
  3. Allegro agitato
- 1976 Zang en dans aan het hof van Maria van Bourgondië, voor orkest
- 1978 Halewijn
- 1979 Het hemelbed
- 1979 Festivitas populacia bruocsella
- 1979 Salve Antwerpia
- 1981 Rossiniazata, suite voor orkest naar Gioacchino Rossini
  1. Introductie: Allegro molto vivace
  2. Kleine Chinese polka: Allegro brillante
  3. Inoffensive Prelude: Andantino
  4. A little Thought: Allegro moderato
  5. Saltarello a L'italienne: Allegretto moderato
  6. Franse Candour: Allegretto
  7. A Little Pleasure Train: Allegretto
  8. Memento Homo: Andante maestoso
  9. Enough of Remembrances, Let us Dance: Allegro moderato
  10. Acute Pain of the Heirs: Allegro vivace
- 1982 Bruegel (2e Symphonie), voor orkest
- 1984 Waaier
- Symphonia Femina

### Werken voor harmonie- en fanfareorkest
- 1954 Variaties op Broeder Jacob, voor harmonieorkest
- 1954 Frère Jacques, voor koper-ensemble (4 hoorns, 3 trompetten, 3 trombones, 1 tuba) en slagwerk
- 1983 Vijf Nederlandse liederen, voor fanfareorkest
- 1985 Vijf Nederlandse liederen uit de XVIe en XVIIe eeuw, voor harmonieorkest
- Divertimento, voor blaasorkest
  1. Allegro con spirituo
  2. Andate - cadenza
  3. Allegro giocoso
- Intrada en vier variaties op twee volksliederen

### Muziektheater

#### Opera's
| Voltooid in | titel          | aktes | première        | libretto                                                                                           |
| ----------- | -------------- | ----- | --------------- | -------------------------------------------------------------------------------------------------- |
| 1934        | Mater Dolorosa |       | 1935, Antwerpen | Willem Gijssels, gebaseerd op het sprookje van Hans Christian Andersen, Het verhaal van een moeder |

### Werken voor koren
- 1949 A.B.V.V. Mars, voor gemengd koor

### Vocale muziek
- 1938 Pierlala, voor zang en orkest
- 1977 "'K kwam lestmael door een groene wei", voor zang en harp
- 1977 Ghequetst ben ik van binnen, voor zang en harp
- 1977 Ik zag Cecilia komen, voor zang en harp
- A.B.V.V. Lied, voor middenstem en piano - tekst: M. Coole

### Kamermuziek
- 1930 Kleine burlesque nr.1, voor dwarsfluit, hobo, klarinet en fagot
- 1986 Blaaskwintet
- Kleine burlesque nr.2, voor dwarsfluit, hobo, klarinet en fagot

## Discografie
- Daniel Sternefeld: Mater Dolorosa; Marie Terese Letorney (de moeder), Lucienne Van Deyck (Nacht), Tom Sol (Dood), Catherine Vandevelde (1ste Waternimf), Barbara Haveman (2de Waternimf); Vlaams Radio Koor, Vocaal ensemble Zeffiretti, Koninklijk Filharmonisch Orkest van Vlaanderen o.l.v. Grant Llewellyn (Naxos 8.554500-01 en Marco Polo 8.225068-69)
- Daniel Sternefeld: Pierlala en Symfonie nr. 1; Renaat Verbruggen met het BRT-RTB Symfonisch Orkest o.l.v. van Daniël Sternefeld — Vier tussenspelen en de finale uit de opera Mater Dolorosa en Symphony nr. 2; BRTN Filharmonisch Orkest o.l.v. Meir Minsky (Phaedra 92007)
- Daniel Sternefeld: Vier tussenspelen en de finale uit de opera Mater Dolorosa, Symfonie nr. 1, Elegie en Variaties op Broeder Jacob; Brussels Philharmonic o.l.v. Arturo Tamayo (Flemish Connection IX Et'cetera KTC 4029)
- Daniel Sternefeld: Symfonie nr. 1, Vier tussenspelen en de finale uit de opera Mater Dolorosa en Rossiniazata; Symfonisch Orkest van Moskou o.l.v. Frédéric Devreese (Naxos 8.554123)